# Нижне-Каменская улица
Нижне-Ка́менская улица — улица в Приморском районе Санкт-Петербурга. Проходит от Комендантского проспекта до Плесецкой улицы.

## История
Улица получила название 24 ноября 1999 года.
Название связано с тем, что улица идёт под уступом Литориновой гряды.
Сверху некогда шла дорога из Коломяг в Каменку (на разных картах — дорога в Каменку, дорога в Волково); сейчас она начинается от Шуваловского проспекта и давно стала непроезжей.

## Транспорт
Ближайшая станция метро — «Комендантский проспект».
Наземный общественный транспорт по улице не ходит, ближайшие остановки общественного транспорта располагаются на Комендантском проспекте.

## Пересечения
- Комендантский проспект
- Глухарская улица
- Плесецкая улица

## Объекты и достопримечательности
1. Школа Среднего Общего Образования № 246
2. Центр физической культуры, спорта и здоровья
3. Изотовский сквер
4. Храм Креста Господня